# Gare de Valençay
La gare de Valençay est une gare ferroviaire française, de la ligne de Salbris au Blanc, située sur le territoire de la commune de Valençay, dans le département de l'Indre, en région Centre-Val de Loire.
C'est une gare de la Société nationale des chemins de fer français (SNCF) desservie par les trains du réseau TER Centre-Val de Loire.

## Situation ferroviaire
Établie à 154 m d'altitude, la gare de Valençay est située au point kilométrique (PK) 234,688 de la ligne de Salbris au Blanc, entre les gares de Varennes-sur-Fouzon et de La Gauterie.

## Histoire

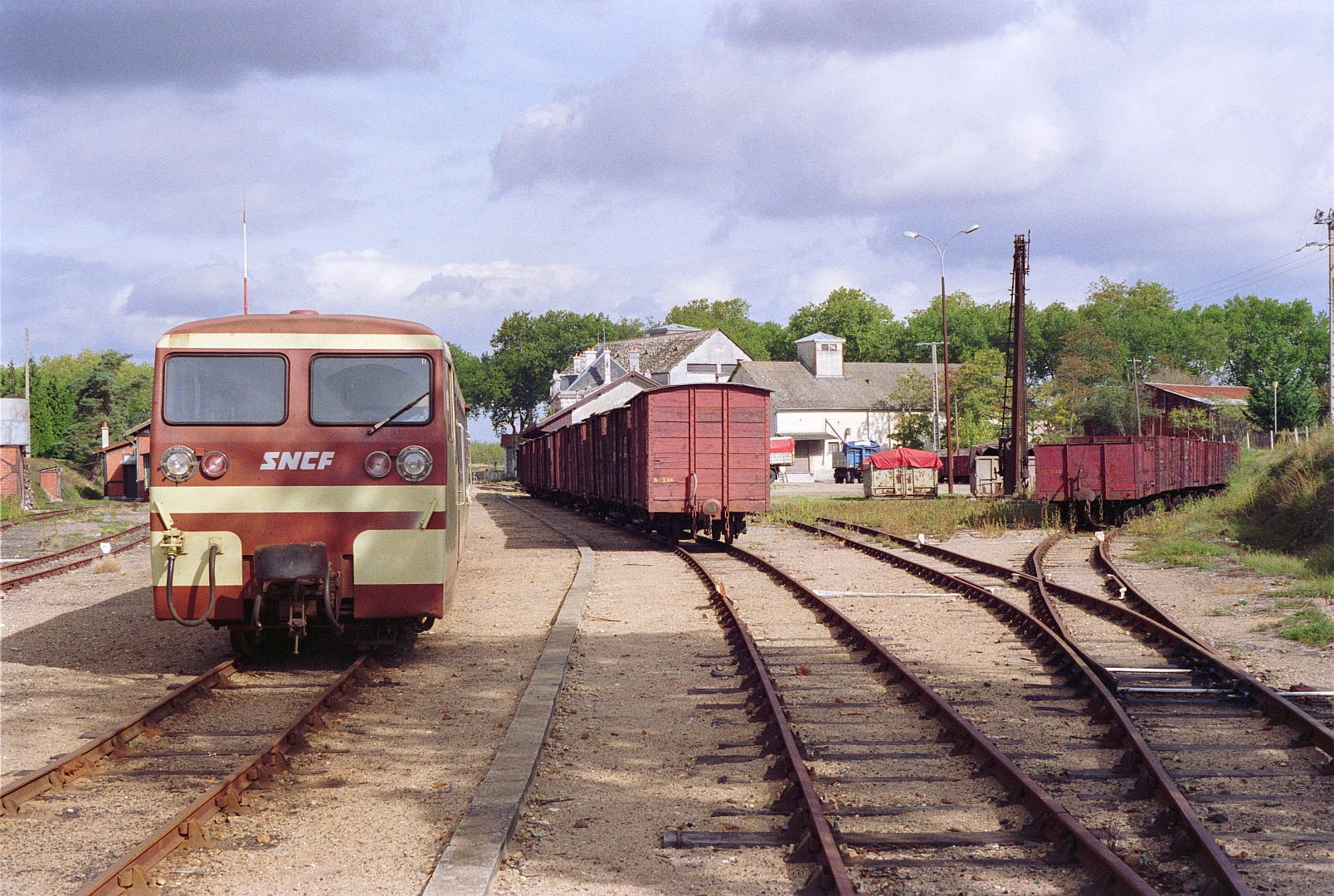
Les voies en 1989.

La gare a été construite au tout début du XXe siècle dans le style renaissance sur les plans de l'architecte parisien Félix Houssin, en raison du château tout proche qui a appartenu au prince de Talleyrand. La construction a été financée en partie, par l'arrière-arrière-petit-neveu du diplomate, le duc de Valençay (mort en 1952), qui a donné les terrains nécessaires à la ligne .
Elle est mise en service, le 6 octobre 1902, avec l'ouverture de la voie entre la gare de Romorantin et la gare d'Écueillé.
La majeure partie des installations ferroviaires de la gare de Valençay, fait l’objet d’une inscription au titre des monuments historiques, depuis le 18 janvier 1993. Les installations concernées sont le bâtiment-voyageurs, les façades et toiture de la halle à marchandises, le quai découvert, les façades et toiture de la remise à machines, le réservoir hydraulique, les façades et toiture de la lampisterie, la plateforme, les voies armées de rails à double champignon, la voie de cour, les trois plaques tournantes, les deux grues hydrauliques et le pont-bascule[réf. nécessaire].
La restauration du bâtiment voyageurs a été effectuée en 2008-2009[réf. nécessaire].
Depuis le début du mois d'octobre 2009, plus aucun train TER-CENTRE ne circule sur le tronçon Valençay - Luçay-le-Mâle, en raison de l'état vétuste des voies, faisant suite à un récent contrôle de la SNCF. De ce fait elle est le terminus actuel des trains commerciaux venant de la gare de Romorantin-Blanc-Argent et Salbris exploités par la Compagnie du Blanc-Argent (Groupe Keolis).
Au cours de la décennie 2009/2019, l'association SABA qui exploite le Train Touristique du Bas-Berry entreprend des travaux et remet à niveau la voie entre Valençay et  Luçay-le-Mâle. En Juillet 2019, la section de ligne est rouverte au service ferroviaire et les trains de la SABA effectuent à nouveau des parcours d'Ecueillé à Valençay.
Le 4 Août 2022, la SABA inaugure un nouveau service de vélorails entre Valençay et Luçay-le-Mâle. Cette nouvelle activité redynamise la section de ligne qui devient alors la plus fréquentée du parcours entre Valençay et Argy. Les vélorails circulent de Pâques à fin Août pendant les vacances scolaires, du mercredi au dimanche.

### Fréquentation
La fréquentation de la gare est détaillée dans le tableau ci-dessous :
| 2014   | 2015   | 2016   | 2017   | 2018   | 2019   | 2020   | 2021   | 2022   | 2023   |
| ------ | ------ | ------ | ------ | ------ | ------ | ------ | ------ | ------ | ------ |
| 16 640 | 19 380 | 19 882 | 17 854 | 17 864 | 17 372 | 15 310 | 25 675 | 39 051 | 29 348 |

## Service des voyageurs

### Accueil
A l'origine, la gare SNCF, elle dispose d'un bâtiment voyageurs avec guichet. Elle est équipée de deux quais centraux et d'un quai latéral, encadrant trois voies. Le changement de quai se faisait par un platelage posé entre les voies (passage protégé). Depuis la réfection de la gare, et la reprise de l'exploitation en 2019 par la SABA de la section Valençay - Luçay, la situation a évolué. La traversée de la voie 1 est interdite et le platelage a été interdit d'accès, fermé par deux chaînes. La voie 1 et la voie 2 ont été isolées en deux parties, SNCF-CBA côté Salbris, SABA côté Buzançais par le démontage de 4 coupons de rails (longueur 24m chacun) séparant les deux exploitations. L'accès au second quai, dédié désormais à la SABA, se fait en extrémité de la voie 1, au moyen, d'un terre plain comblant l'espace laissé par les coupons de rails démontés. L'accès au Vélorail de Valençay dont les départs se font depuis la voie 2, se fait de la même manière depuis 2023.

### Desserte
Valençay est desservie par des trains TER Centre-Val de Loire à destination ou en provenance de Romorantin-Blanc-Argent, et Salbris.

### Intermodalité
La gare est desservie par des autocars TER Centre-Val de Loire effectuant la desserte entre Valençay et Luçay-le-Mâle. Elle est également desservie par la ligne 7 du réseau d'autocars TER Centre-Val de Loire (Châteauroux - Valençay).
Depuis 2025, il est également possible de prendre le vélorail en correspondance quai à quai avec les trains de la CBA. Un partenariat entre la CBA et la SABA offre un accès privilégié à tarif réduit aux voyageurs en correspondance Train/Vélorail.
Un parc de stationnement pour les véhicules motorisés (5 places) et les vélos y est aménagé. Un second parking, plus vaste, a été installé face à la gare, de l'autre côté de la rue. Conçu de manière moderne, il est engazonné et ombragé et permet de recevoir les véhicules des nombreux utilisateurs du Vélorail de Valençay.